# Victor von Gegerfelt
Carl Fredrik Victor von Gegerfelt, född 6 maj 1817 i Jönköping, död 13 mars 1915 i Torekov i Kristianstads län, var en svensk stadsarkitekt i Göteborg (1872–1896) och lärare i byggnadskonst under 1860- och början av 1870-talen vid Chalmerska slöjdskolan och Slöjdföreningens skola i Göteborg.

## Biografi

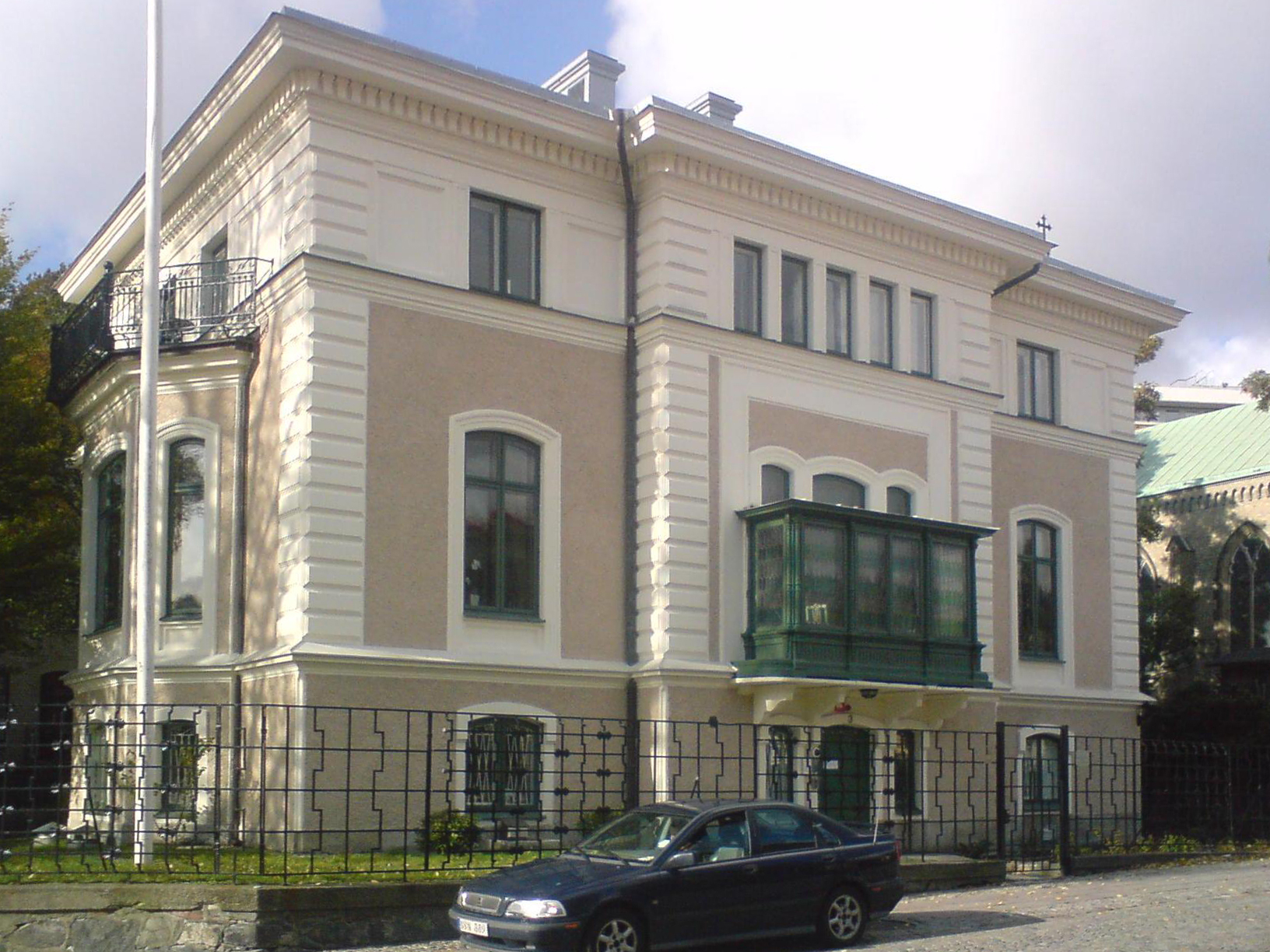
Gegerfeltska villan 2008

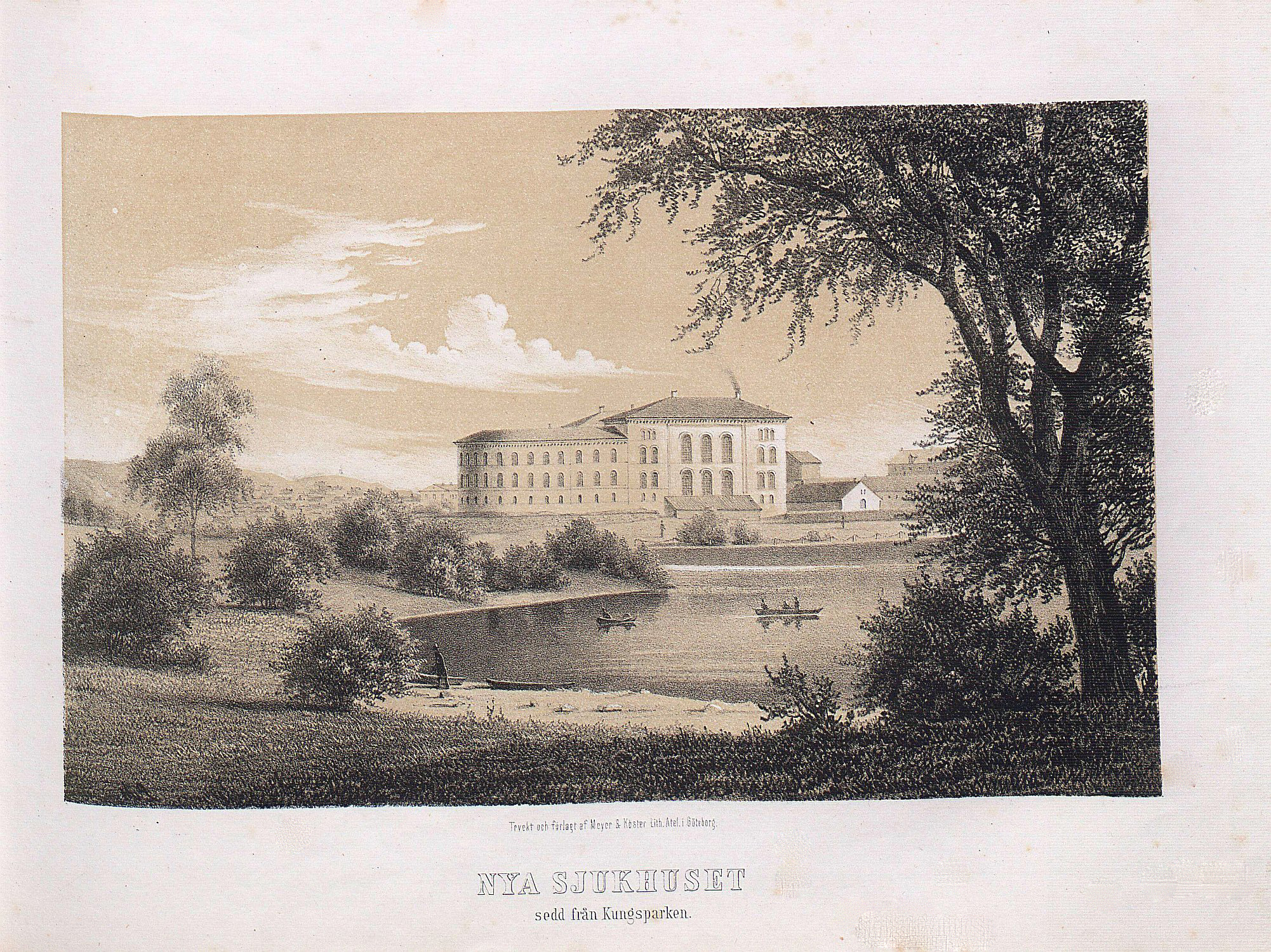
Sahlgrenska sjukhuset från 1855 på samtida litografi.

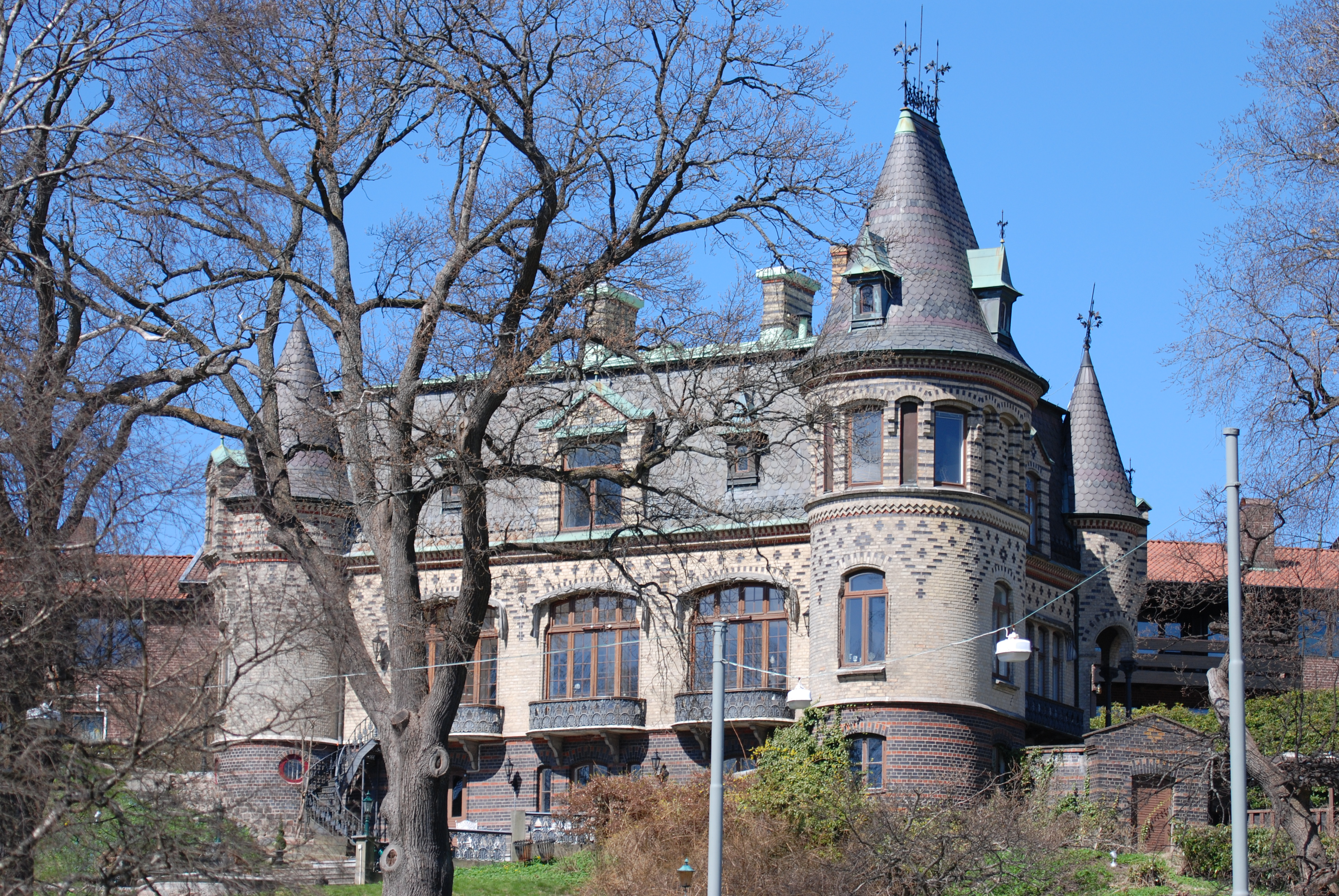
Wilhelmsberg

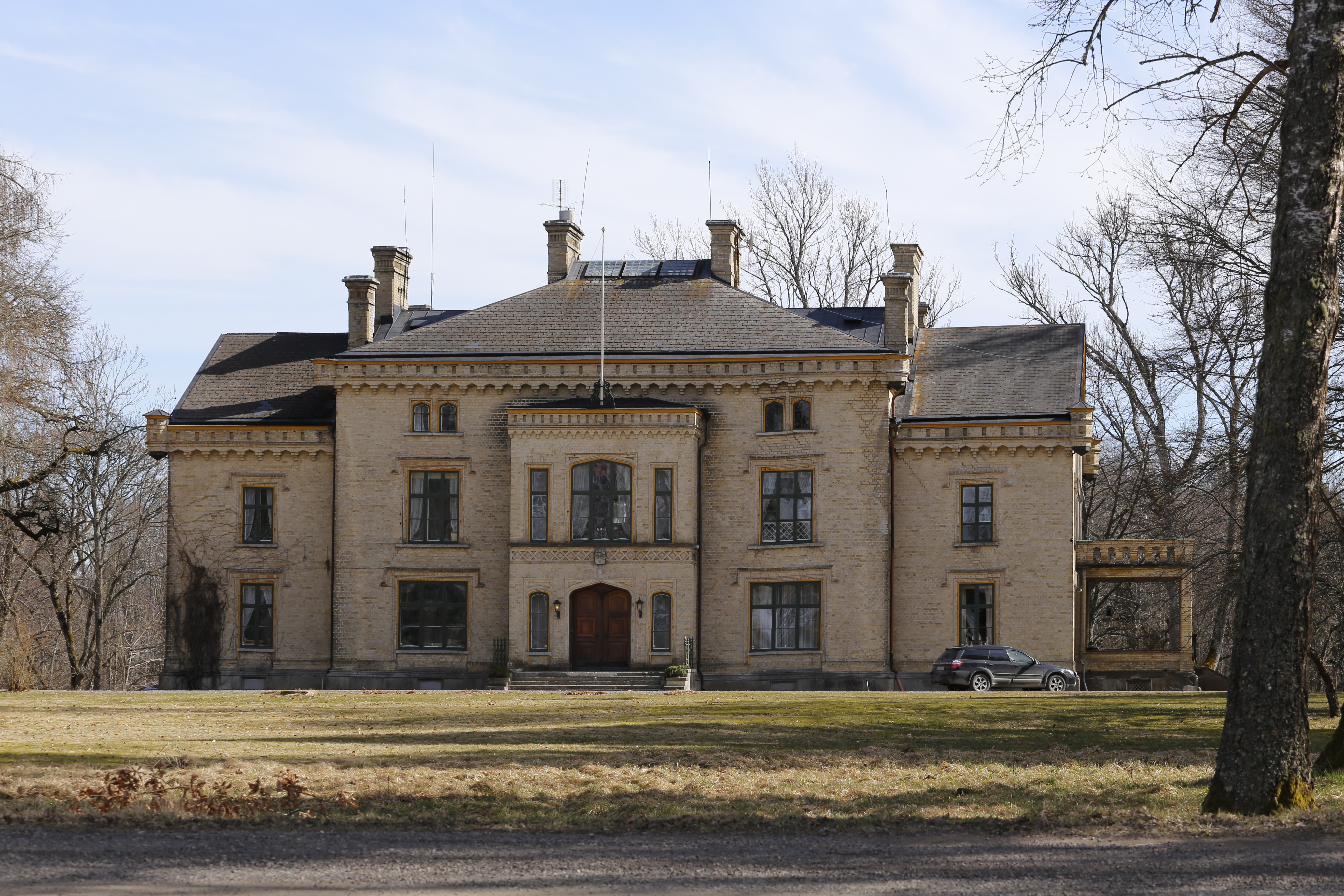
Höglunda gård i Edsvalla

År 1812 flyttade familjen från Göteborg till Jönköping. Victor var föräldrarnas förste son och deras fjärde barn. Tidigt leddes han in på den militära vägen, och endast fyra år gammal blev han den 27 maj 1821 antagen till fanjunkarutbildning vid Jönköpings Kongl. Regemente. Han började sin tjänstgöring som trumslagarpojke vid ett möte då han var sex år, brukade han berätta. Då han var 13 år gammal, flyttade familjen till Göteborg.
Som femtonåring tog Gegerfelt värvning i Göta artilleriregemente i Göteborg. Han blev konstapelkadett den 17 november 1832, sergeant den 29 juli 1833, avlade styckjunkarexamen den 16 april 1834, den 13 november samma år tog han officersexamen och året därpå den 5 augusti 1835 blev han underlöjtnant. Den 18 oktober 1836 förflyttades han till Värmlands fältjägarkår. Förbandet var förlagt till Trossnäs fält invid Norsälven, väster om Karlstad. Övningarna ägde rum två månader om året och mellan övningarna var personalen hemförlovad.
Den 1 december 1839 fick Gegerfelt ett års tjänstledighet för att resa till Frankrike. Tjänstledigheten förlängdes med ytterligare ett år och avsåg då "att i enskilte angelägenheter vistas i Berlin." Det är inte känt om Gegerfelt verkligen besökte Frankrike, men 1839 kom han till Berlin där han utbildade sig till arkitekt vid Berlins konstakademi för Karl Friedrich Schinkel. Gegerfelt studerade dock inte vid själva Bauakademie. Möjligen fanns det formella hinder till att han inte kunde antas som elev, och istället började han på Schinkels anmodan att studera vid Konstakademien för bland andra arkitekten August Stüler. Gegerfelt började sina studier på nyåret 1839 och avslutade dem i juni 1841. Han deltog "utan afbrott och med den största flit." Utbildningen var både tekniskt och estetiskt inriktad, med ämnen som "Projecterandet af Byggnader, Byggnadskonstruktionsläran, Arkitektonisk dekoration af inre rymligheter, Byggnadskonstens Historia" samt "Modellering af Arkitektoniska leder och prydnader". Under våren 1841 fick han även praktisk byggnadserfarenhet, då han deltog vid uppförandet av ett boningshus i Berlin. Han utförde detaljritningar och "egnat det praktiska all uppmärksamhet."
Gegerfelt grundlade sin arkitekturuppfattning i Berlin, med starka intryck av de schinkelska byggnadernas klassicism och tydliga uppbyggnad av volymer. Särskilt märkbar var denna påverkan under de första årtiondena efter hans hemkomst till Göteborg på sommaren 1841. Redan samma år ritade han ett sjukhus för "48 sinnessvaga" vid Göteborgs hospital i Gamlestaden, men uppdraget fullföljdes aldrig. Gegerfelt var 1841 en av stiftarna till Konst- och Slöjdföreningen i Göteborg, som skulle verka för ökad arbetsskicklighet inom "vissa konsters och slöjders område" samt ordna konst- och industriutställningar. Han första, större arbete som arkitekt blev en ny mangårdsbyggnad i Höglunda i Nors socken i Värmland åt göteborgsgrosshandlaren James Dickson för dennes dotter och måg, Carolin och Carl Pontus von Rosen. Huset stod klart 1844.
Gegerfelt blev den 12 juni 1843 andre löjtnant vid Värmlands Fältjägareregemente. År 1844, den 30 april, begärde han avsked från regementet och ur krigstjänsten den 17 mars 1845. Den 20 oktober 1848 fick han burskap som murarmästare och byggmästare i Göteborg. 1848 blev han medlem av kommittén för Sahlgrenska sjukhusets nybyggnad. Omkring 1850 höll han på med tegeltillverkning och tog 1851 patent på en maskin för tillverkning av ihåligt tegel. Han hade även intressen i en snickerifabrik. Gegerfelt var åren 1851-1854 så kallad "god man" i hantverksföreningen, bland annat med uppgift att bedöma mästarprov inom bygg- och murmästaryrket.
Kostnaderna för det nya Sahlgrenska sjukhuset sköt i höjden, och skulden lades på Gegerfelt. Pressen blev stor och 1854 lämnade han det uppdraget. År 1856 reste han med familjen till Frankrike och återvände till Göteborg först två år senare. Det var förmodligen under de här åren som han byggde upp sin samling fotografier av några av fotokonstens mest kända pionjärer, bland annat Gustave Le Gray, Roger Fenton och bröderna Bisson. Gegerfelt utvecklade åter sin verksamhet som arkitekt under 1860-talet. Rollen som byggmästare hade han nu släppt, utan var istället kontrollant och ofta byggledare för de hus han ritade. Parallellt innehade han tjänster som lärare och som stadsarkitekt samt hade olika uppdrag vid det då nybildade Historiska museet.
År 1861–1864 var Gegerfelt ombudsman vid Göteborgs museum, och 1862–1876 sekreterare i Göteborgs konstförening. 1864 föreståndare för Göteborgs museiatelier. 1864–1876 var han intendent för konstavdelningen vid Göteborgs museum. 1865, lärare vid Göteborgs musei ritskola och tekniker vid Industri- och Konstlotteri. 1866–1877 lärare vid Slöjdföreningens skola. 1868 kamrer vid Industri- och Konstlotteriet, som nu övertagits av Hantverksföreningen. Åren 1868–1876, lärare vid Chalmerska slöjdskolan. Den 12 juli 1872 till den 25 september 1896 stadsarkitekt i Göteborg.
Som stadsarkitekt i Göteborg kom Gegerfelt att rita många byggnader där man bland annat kan nämna dåvarande Allmänna Sahlgrenska sjukhuset 1855 (numera en del av Pedagogen), Chalmerska institutet, Storgatan 43 (1869), Göteborgs Hospital (1872) på Hisingen, Feskekörka (1874), Arbetareföreningens hus vid Nya Allén (1874), Fröhuset i Trädgårdsföreningen (1875), Handelstidningens hus (1875), Sven Renströms Tekniska skola vid Vasagatan, Praktiska Hushållsskolan (1875), Barnbördshuset vid Vasagatan (1874), Ölhallen 7:an (1900), miniatyrslottet "Wilhelmsberg" (1860-talet) vid Danska vägen och den egna villan vid Arkitektgatan, som han ritade till familjen och kom att kallas Gegerfeltska villan (1872).
Gegerfelt ritade även lasaretten i Kungälv, Uddevalla och Strömstad i början på 1860-talet.
Gegerfelt var en förespråkare av att använda sig av gammalnordisk ornamentik i kombination med för sin tid funktionell och bitvis djärv form. Det finns flera indikationer på att det kan ha varit han, som ritade den första typen av landshövdingehus på initiativ av snickaren Johannes Nilsson, men ritningarna är inte signerade.
Victor von Gegerfelt blev riddare av Vasaorden 22 juni 1869 och riddare av norska Sankt Olavs orden 2 augusti 1871.

## Familj
Släkten Gegerfelt härstammar från kaptenen Per Andersson Geggen, som var i svensk tjänst på 1500-talet. Hans son var löjtnanten vid Västgöta-dals regemente Anders Persson Geggen (död 1638), vars son kaptenen vid Värmlands regemente, Samuel Geggen (1638–1684) tog namnet Gegerfelt och den 8 augusti 1674 adlades med namnet von Gegerfelt och introducerades i Riddarhuset året därefter.
Victor von Gegerfelt var äldste son till överstelöjtnant Georg Fredrik von Gegerfelt (1778–1855) och Gustava Cecilia, född Anckarsvärd (1782–1860). Han gifte sig den 9 oktober 1843 med Harriet Johanna Damm (1820–1892), dotter till grosshandlare Christian Wilhelm Damm (1782–1848) och Anna Margareta Hall (1792–1828). De fick fyra barn, varav två levde till vuxen ålder, sönerna Wilhelm (1844–1920) och Harald (1848–1941). De två övriga var Anna Cecilia (1853–1855) och Georg Fredrik (1859–1878)
Victor von Gegerfelt är begravd på Östra kyrkogården i Göteborg.

## Andra uppdrag i urval
Årtalet gäller färdigställande.
- 1841 – Boningshus i Berlin.
- 1841 – Förslag till sjukhus för 48 sinnessvaga vid Göteborgs hospital i nuvarande Gamlestaden. Fullföljdes aldrig.
- 1843 – Stenhushyggnad i rote 7, tomt 35.
- 1843 – Stenhushyggnad i rote 7, tomt 6l.
- 1843 – Stenhusbyggnad för åkare Affert i rote 3, tomt 38 och 39.
- 1843 – Bod för stadens järnvåg vid Pustervik.
- 1843 – Förslag till Börsen tillsammans med Heinrich Kaufmann.
- 1843 – Plan för Trädgårdsföreningen, tillsammans med Heinrich Kaufmann.
- 1844 – Höglunda i Nors socken i Värmland.
- 1844 – Förslag till synagoga i Göteborg.
- 1845 – Tvåvånings trähus för auditör G.T. Bolander vid Nya Allén i rote 12, tomt 96A.
- 1846 – Småbarnsskola i Rosenlund.
- 1847 – Gasverket i Göteborg.
- 1847 – Magasinsbyggnad för grosshandlare A.H. Evers i rote 7, tomt 56.
- 1847 – Restaurangbyggnad i Bierhalle vid Järntorget.
- 1848 – Stenhusbyggnad, hyreshus för egen räkning i rote 7, tomt 24.
- 1848 – Stallbyggnad för Herr Monkhouse vid Nya Allén i rote 12, tomt 96A.
- 1848 – Landeriet Carlsberg, tillbyggnad för grosshandlare A.H. Evers.
- 1849 – Boningshus (villa) av sten för egen räkning i Rosenlund. Ursprungligen för C. Lindhé.
- 1849 – Drivhus för ananas i Trädgårdsföreningens park.
- 1849 – Boningshus för Fredrik Ingelman vid Nya Allén i rote 12 tomt 72A.
- 1850 – Boningshus för Olof Wijk i rote 5 tomt 50. Fullföljt av Adolf W. Edelsvärd efter delvis nya ritningar.
- 1850 – Boningshus för Edvin Willerding i rote 1 tomt 4 och 5.
- 1850 – Stenhus för herr Wagner i 8 kvarteret tomt 3.
- 1850 – Stenhus för fru Klinteberg i rote 2 tomt 102 1/2.
- 1870 – Ottonin Ljungqvists villa på Munksjö bruks fabriksområde i Jönköping. (Ombyggnader av disponentvillan under 1880-talet ritade av Magnus Isæus och Carl Sandahl. Ritningar för utbyggnaden av disponentvillan under det tidiga 1890-talet utföra av Hugo Hörlin.)
- 1876 – Julius Lindströms stiftelse för fria bostäder åt pauvres honteux, Haga Kyrkogata (rivet)
- 1870-talet – Administrationsbyggnader, vakt med flera byggnader på Munksjö bruks fabriksområde i Jönköping